# Wareham Castle
Wareham Castle var ett slott i Storbritannien.   Det fanns i kommunen Dorset och riksdelen England, i den södra delen av landet. Platsen ligger 10 meter över havet.
Omgivningarna runt Wareham Castle är en mosaik av jordbruksmark, bebyggelse och naturlig växtlighet.